# Armée populaire de libération (Liban)
L'Armée populaire de libération – APL (arabe : جيش التحرير الشعبي | Jayish al-Tahrir al-Sha'aby), également connue sous le nom de Forces du martyr Kamal Joumblatt (arabe : قوات الشهيد كمال جنبلاط | Quwwat al-Shahid Kamal Junblat), était l'aile militaire du Parti socialiste progressiste druze (PSP), de gauche, qui a combattu pendant la guerre civile libanaise. Le PSP et ses milices étaient membres du Mouvement national libanais (LNM) de 1975 à 1982.

## Emblème
Adopté pour la première fois en 1976 et modifié en 1977-78, l'emblème officiel de l'APL consistait en un drapeau rouge avec un disque blanc au centre, comportant un stylo croisé et une pioche superposés sur un fusil d'assaut AK-47 au milieu debout, le tout vers le haut. en argent, insérée sur une couronne circulaire dorée, cette dernière étant constituée de deux branches et feuilles entrelacées du Chêne et du Cèdre du Liban.

## Origines
Bien que le PSP soit officiellement un parti politique laïc , sa branche militaire était non seulement bien organisée, mais aussi l’une des plus grandes milices sectaires du Liban. Il a été fondé officieusement par le président du Parti, le za'im (chef politique) Kamal Joumblatt , au plus fort de la guerre civile de 1958 , avec un effectif d'environ 1 000 à 2 000 miliciens, qui ont combattu aux côtés de l' antigouvernemental panarabe /de gauche. contre l' armée libanaise et les milices conservatrices chrétiennes et musulmanes pro-gouvernementales à Beyrouth et dans le district du Chouf.
Dissous à la fin de la guerre, le PSP s'est retrouvé sans branche paramilitaire officielle jusqu'au début des années 1970, lorsque – malgré la réticence initiale de Kamal Joumblatt à s'engager dans le paramilitarisme – le conseil de direction du parti a décidé de lever discrètement une nouvelle milice avec l'aide de l'Organisation de libération de la Palestine ou OLP (principalement du Fatah, du FPLP et du DPFLP) en réponse au renforcement militaire clandestin des partis de droite chrétienne. Les progrès initiaux ont cependant été lents, puisque le PSP sous Kamal Joumblatt ne disposait pas de miliciens réguliers, mais s'appuyait principalement sur ses irréguliers druzes, qui pouvaient être mobilisés en cas de besoin. En raison du secret entourant la formation de sa branche militaire, la PSP n'a pu rassembler que 175 à 185 miliciens, la plupart issus d'une organisation de scouts existante et chaque recrue devait se financer elle-même. Les armes utilisées par ces combattants, généralement des restes de l’OLP ou d’un pays de la région, étaient obsolètes, quelque peu basiques et rares, car Joumblatt n’avait ni les moyens ni la volonté d’investir massivement dans sa nouvelle milice.
De 1971 à 1974, ce premier groupe de jeunes recrues a été formé par un médecin druze et ancien officier des forces spéciales mexicaines, le colonel Ghazi Karami, qui a dirigé un cours avancé de commando dans un camp d'entraînement secret géré par la PSP et installé près de Choueifat en 1974, dans le quartier d'Aley. Finalement, le groupe de 185 combattants hautement entraînés qui ont obtenu leur diplôme en 1974 avec d'excellentes compétences et tactiques militaires est devenu le cadre fondateur de la première unité de guerre non conventionnelle de la PSP, qui a reçu le titre de Forces de Commandos Populaires – PCF (Arabe : قوات الكوماندوز الشعبية | Quwwat al-Kumanduz al-Sha'abya). Dirigés par Ramez Assaf, ils ont participé pour la première fois à l'action à Beyrouth lors de la bataille des hôtels en 1975-76. Sous la direction de Kamal Joumblatt, le PSP était un élément majeur de l'alliance du Mouvement national libanais (MNL), qui soutenait la reconnaissance de l'identité arabe du Liban et sympathisait avec les Palestiniens. Lorsque la guerre civile libanaise éclata en avril 1975, en tant que membre de la MNL, la PSP et sa petite milice du PCF furent les fondateurs actifs de la branche militaire du mouvement, les Forces conjointes (MNL-JF).